# 李正吉
李正吉（1944年10月1日—），韓國男演員，1965年KBS公開藝員選拔第5期。

## 演出作品

### 電視劇
- 1981年：MBC《黎明的眼睛》
- 1981年：MBC《第1共和國》飾演 張澤相
- 1983年：MBC《朝鮮王朝五百年－楸洞宮大人》飾演 太宗李芳遠
- 1986年：MBC《朝鮮王朝五百年－回天門》飾演 李爾瞻
- 1992年：MBC《憤怒的王國》
- 1993年：MBC《第三共和國》
- 1993年：MBC《沒有你幸福嗎》
- 1995年：KBS《燦爛的黎明》
- 1996年：SBS《林巪正》
- 1996年：KBS《風景與妻子》
- 1997年：MBC《我生存的理由》
- 1998年：SBS《我心蕩漾》
- 1998年：KBS《王與妃》
- 1999年：SBS《青春的陷阱》飾演 申叔舟（高靈府院君）
- 1999年：SBS《波濤》
- 2000年：SBS《茱麗葉的男朋友》
- 2001年：KBS《脆弱的心》飾演 韓尚鎬
- 2001年：SBS《美麗的日子》飾演 李正樁
- 2001年：MBC《醫家四姐妹》飾演 鄭載奉
- 2001年：KBS《純情》
- 2001年：MBC《秋天遇到的男人》飾演 鄭胤燮
- 2002年：KBS《好想談戀愛》飾演 金希甲
- 2002年：KBS《太陽人李濟馬》飾演 九子仁
- 2002年：SBS《情敵》飾演 鄭載容
- 2002年：SBS《酒國》
- 2003年：SBS《女子萬歲》飾演 王天秀
- 2003年：KBS《珍珠項鍊》飾演 文泰勳
- 2003年：MBC《溪花村的人們》
- 2003年：SBS《戀人》
- 2003年：SBS《千年之愛》
- 2003年：MBC《沙漠之泉》
- 2004年：SBS《愛在哈佛》飾演 賢宇的父親
- 2004年：SBS《土地》
- 2004年：KBS《四月之吻》飾演 韓泰俊
- 2004年：SBS《2004人間市場》
- 2004年：KBS《Oh!必勝奉順英》
- 2005年：MBC《金藥局的女兒們》飾演 金要國
- 2005年：MBC《第五共和國》飾演 金锺泌
- 2005年：KBS《復活》飾演 姜仁哲
- 2005年：MBC《直指》
- 2005年：MBC《秘密男女》
- 2005年：SBS《布拉格戀人》飾演 尹正翰
- 2006年：SBS《天國的樹》
- 2006年：KBS《那女人的選擇》飾演 安尚九
- 2006年：SBS《淵蓋蘇文》飾演 乙支文德
- 2007年：MBC《白色巨塔》飾演 李周元
- 2007年：MBC《文熙》飾演 文會長
- 2007年：KBS《尋花而來》
- 2007年：KBS《愛也好恨也好》飾演 鳳萬秀
- 2008年：KBS《我被你迷倒了》
- 2008年：SBS《我的甜蜜都市》飾演 金浦大爺
- 2008年：MBC《我人生的黃金期》
- 2009年：KBS《花樣男子》飾演 尹錫永
- 2009年：KBS《夥伴們》飾演 李鎮彪
- 2009年：KBS《拜託小姐》飾演 江滿浩
- 2005年：MBC《辛旽》飾演 公哲
- 2009年：SBS《不要猶豫》飾演 宋忠熙
- 2009年：KBS《IRIS》飾演 趙明浩
- 2010年：MBC《同伊》飾演 漢城府
- 2010年：SBS《不懂女人》飾演 姜校長
- 2010年：SBS《雅典娜：戰爭女神》飾演 趙明浩
- 2011年：KBS《甜蜜的心跳》飾演 金萬福
- 2011年：KBS《浪漫小鎮》飾演 張治國
- 2011年：SBS《女人的香氣》飾演 姜哲萬
- 2012年：JTBC《妻子的資格》飾演 韓榮喜
- 2012年：MBC《天使的選擇》飾演 王國賢
- 2012年：KBS《加油，金先生！》飾演 白宰尚
- 2013年：KBS《IRIS 2》飾演 趙明浩
- 2013年：KBS《鯊魚》飾演 趙尚得
- 2013年：KBS《乘著歌聲的愛情》飾演 孔正男
- 2013年：SBS《來自星星的你》飾演 李凡中
- 2014年：MBC《心懷叵測的恢單女》飾演 國會長
- 2014年：TV朝鮮《最佳婚姻》飾演 朴康祿
- 2015年：MBC《夏娃的愛情》飾演 具仁洙
- 2015年：MBC《我的女兒，琴四月》飾演 申基尚
- 2016年：tvN《記憶》飾演 申和植
- 2016年：MBC《春日常在》飾演 江德尚
- 2017年：MBC《歸來的福丹芝》飾演 朴太重
- 2018年：SBS《Switch－改變世界》飾演 崔正必
- 2018年：SBS《善良魔女傳》
- 2019年：MBC《龍王保祐》飾演 白文秀
- 2020年: MBC《我的燦爛人生》飾演 高忠
- 2021年：SBS《現正分手中》飾演 尹成哲

### 電影
- 1975年：《約定》
- 1975年：《女子高中預備畢業生》
- 1975年：《安娜的遺書》
- 1975年：《惜別》
- 1976年：《青春共和國》
- 1976年：《我必須住的》
- 1976年：《老師你好》
- 1985年：《愛馬的婦女3》
- 1987年：《眾生》
- 2001年：《I love you》

## 獲獎
- 1976年：MBC演技大賞 - 男子最優秀演技獎
- 1977年：MBC演技大賞 - 男子最優秀演技獎
- 1978年：MBC演技大賞 - 男子最優秀演技獎
- 1979年：百想藝術大賞 - 電視部門男子最優秀演技賞
- 1982年：百想藝術大賞 - 電視部門男子最優秀演技賞
- 1987年：MBC演技大賞
- 1989年：大韓民國廣播節演技賞
- 1994年：大韓民國總統表彰
- 1996年：SBS演技大賞 - 男子最優秀演技獎

## 社會活動
- 1995年：首爾家庭法院家務調解委員
- 1999年：河南國際環境博覽會組織委員會宣傳委員
- 2001年：第1代大韓社會福利後援會長

## 外部連結
- NAVER （页面存档备份，存于）